# Louis Blanc
Louis Jean Joseph Charles Blanc (29 d'octubre de 1811 - 6 de desembre de 1882) va ser un polític i historiador francès.

## Primers anys
Va néixer a Madrid, on el seu pare era inspector general de finances en el govern de José Bonaparte. Rebutjà rebre ajuda de Carlo Andrea, comte de Pozzo di Borgo, oncle de la seva mare, Louis Blanc va estudiar dret en París, vivint en L pobresa i treballant de col·laborador de diversos diaris. A Revue du progres va publicar en 1839 el seu estudi Organització del Treball. Els principis exposats en el seu famós assaig van formar la base per a tota la seva carrera política. Li atribueix tot els mals que assoten la societat a la pressió de la competència, per la qual raó els dèbils són conduïts a la desgràcia. Exigia la igualtat de salaris, i la unió dels interessos personals per a assolir el bé comú – "à chacun selon ses besoins, de chacun selon ses facultés," el que es podria traduir com "de cadascú segons les seves habilitats, a cadascú segons les seves necessitats". Això, deia, seria dut a terme amb l'establiment de "tallers socials de treball", una espècie de combinació entre una societat cooperativa i un sindicat, on els treballadors a cada jornada unirien els seus esforços per al benefici comú. En 1841 va publicar la seva Histoire de dix ans 1830-1840, un atac directe a la monarquia instaurada amb la revolució de juliol. Es van realitzar quatre edicions de l'obra en quatre anys.

## La Revolució de 1848
En 1847 va publicar les seves primers dos volums de la Histoire de la Revolution Française. La seva publicació va ser interrompuda per la Revolució de 1848, en la qual Louis Blanc va formar part del govern provisional. Fou a causa de la seva moció que, el 25 de febrer, el govern va emprendre la "garantia de l'existència als treballadors per mitjà del treball"; i encara que la seva petició d'establir un ministeri de treball va ser rebutjada –perquè suposadament s'excedia de la competència d'un govern provisional—ell va ser destinat a presidir la comissió governamental per als treballadors (Commission du Gouvernement pour les travailleurs) establerta al Palau de Luxemburg per a indagar i informar tot el relacionat amb la qüestió laboral.
El 10 de maig, en l'Assemblea Nacional, va tornar a proposar la creació d'un ministeri de treball, però com la majoria era hostil al socialisme, la proposta va ser novament rebutjada. Va negar seva responsabilitat en el desastrós experiment dels tallers de treball nacionals en el seu assaig Appel aux hommes gens (París, 1849), escrita durant el seu exili a Londres, però per al moviment insurgent del 15 de maig i per als moderats que van resultar victoriosos, sí que era responsable. Entre els sans-culottes, que van intentar forçar-lo per a ser el seu dirigent, i la guàrdia nacional, que el rebutjava, va ser gairebé assassinat. Rescatat amb dificultat, va escapar amb un fals passaport a Bèlgica, i després a Londres.
Durant la seva absència va ser condemnat per un tribunal de Bourges, in contumaciam a la deportació. Blanc va protestar en contra del judici i de la sentència, en una sèrie d'articles publicats al Nouveau Monde. Els articles van ser publicats com Pages de l'histoire de la révolution de 1848 (Brussel·les, 1850).

## Exili
Durant la seva estança a Gran Bretanya va fer ús de l'única col·lecció de materials sobre el període revolucionari preservats al Museu Britànic per a completar el seu Histoire de la Revolution Française de 12 volums. (1847-1862). En 1858 va publicar una resposta a l'escrit de Lord Normanby anomenat A Year of Revolution in Paris (1858), que fou desenvolupat posteriorment en el seu Histoire de la révolution de 1848 (2 vols., 1870-1880). També va prendre part activa en l'organització maçònica irregular del Ritu de Memphis i Mizraïm.

## Retorn a França
Ja en dates tan reculades com el 1839 Louis Blanc s'havia oposat a la restauració napoleònica, predient que seria "despotisme sense glòria," "L'imperi sense emperador". Per tant, va romandre en l'exili des del 1849 fins a la caiguda del Segon Imperi el setembre de 1870, aleshores va tornar a París i va servir com a particular en la guàrdia nacional. El 8 de febrer de 1871 va ser elegit membre de l'Assemblea Nacional, en la qual va mantenir que la república era "la fórmula necessària per a la sobirania nacional" i va votar per la continuació de la guerra; encara que considerat com un esquerrà, no va simpatitzar amb la Comuna de París, i va utilitzar la seva influència en va per a assolir la moderació del moviment.
El 1878 va advocar per l'abolició de la presidència del Senat, i el gener de 1879 va presentar a la Cambra una proposta per a l'amnistia dels "Communards", que va ser atesa. Aquest va ser el seu últim acte important. Els seus anys darrers van estar marcats per la malaltia i per la mort en 1876 de la seva esposa Christina Groh, amb la qual s'havia casat el 1865. Va morir a Canes, i el 12 de desembre va rebre funerals d'Estat en el Cementiri del Père-Lachaise.

## Llegat Polític
Louis Blanc posseïa un estil vívid i pintoresc, així com un considerable poder d'investigació, però la vehemència amb què expressava les seves conviccions, que el situava entre els millors oradors, convertien els seus escrits històrics en pamflets polítics. Les seves idees socials i polítiques van tenir una gran influència en el desenvolupament del socialisme francès.
Els seus Discours politiques (1847-1881) van ser publicats en 1882. Els seus treballs més importants, a part dels ja esmentats, són Lettres sur l'Angleterre (1866-1867), Dix années de l'Histoire de l'Angleterre (1879-1881), i Questions d'aujourd'hui et de demain (1873-1884).